# Paimpont
Paimpont település Franciaországban, Ille-et-Vilaine megyében. Lakosainak száma 1778 fő (2022. január 1.). Paimpont Beignon, Mauron, Campénéac, Concoret, Néant-sur-Yvel, Tréhorenteuc, Iffendic, Plélan-le-Grand, Saint-Malon-sur-Mel, Saint-Péran és Muel községekkel határos.

## Népesség
A település népességének változása:
| Lakosok száma | 1714 | 1449 | 1385 | 1614 | 1637 | 1672 | 1711 | 1772 | 1784 | 1778 |
|               | 1968 | 1982 | 1990 | 2006 | 2013 | 2015 | 2017 | 2019 | 2020 | 2022 |